# 補欠
| ウィキペディアには「補欠」という見出しの百科事典記事はありません（タイトルに「補欠」を含むページの一覧/「補欠」で始まるページの一覧）。 代わりにウィクショナリーのページ「補欠」が役に立つかもしれません。 |